# Ana Rosa de Araújo
Ana Rosa de Araújo Galvão (São Paulo, Brasil, 4 de septiembre de 1787- 1860) fue una filántropa brasileña que en su testamento donó tres cuartas partes de sus bienes a obras de caridad.

## Biografía
Hija del capitán Manuel Antônio de Araújo y doña Joaquina de Andrade de Araújo, vivía en la Rua da Imperatriz, en la ciudad de São Paulo, hoy Rua XV de Novembro. A los 28 años se casó con el capitán Inácio Correia Galvão, natural del pueblo de Guaratinguetá.
Ya muy anciana, viuda y sin herederos directos, había dictado su testamento al canónigo Joaquim do Monte Carmelo, firmándolo el 10 de junio de 1860.
La apertura del testamento tuvo lugar el 10 de julio del mismo año, y fue su voluntad que las tres cuartas partes de sus posesiones fueran distribuidas en limosna a los pobres, y la voluntad, a su discreción, podría donarlas a obras piadosas.
Algunos de los testimonios nombrados ya habían fallecido cuando se abrió el testamento y otros estaban ausentes del país. Entre los presentes, la elección recayó en el nombre del senador Francisco Antônio de Sousa Queirós . Para cumplir el deseo del difunto, prefirió optar por la cláusula de aplicación de las tres cuartas partes del legado en obras piadosas.
Proporcionar a la ciudad una asociación de cuidado infantil ya era parte de la mente del senador. Reuniendo las contribuciones de familiares y amigos a los suyos, el senador completó los fondos necesarios para la formación de la "Sociedad para la Protección de la Niñez Desfavorecida", hoy "Associação Barão de Sousa Queiróz, para la Protección de la Niñez y la Juventud", fundada el 10 de noviembre de 1874 .]
En homenaje a la memoria de Ana Rosa de Araújo Galvão, el internado de la entidad se denominó Instituto Ana Rosa, ubicado en el distrito paulista de Vila Sônia .
En las cercanías del Instituto también hay una escuela pública llamada Escola Estadual Doña Ana Rosa de Araújo.
También toman el nombre de Ana Rosa de Araújo, una plaza y una estación de metro en São Paulo, ambas ubicadas en el barrio paulista de Vila Mariana .